# سطح صدغي للعظم الوجني
السطح الصدغي للعظم الوجني (بالإنجليزية: temporal surface of zygomatic bone)‏ هو سطح مقعر يتجه للخلف ومحوريا (نحو الخط المحوري).يوجد على طرفه المحوري (المتجه نحو الخط المحوري) منطقة خشنة مثلثة للتمفصل مع الفك العلوي،ويوجد جانبيا بالنسبة لهذا السطح أي بعيدا عن الخط المحوري يوجد سطح آخر ناعم ومقعر
الجزء العلوي منه يشكل الحدود الأمامية للانخفاض الصدغي (بالإنجليزية: temporal fossa)‏ والجزء السفلي منه يشكل جزءا من الانخفاض تحت الصدغي.
بالقرب من منتصف السطح الصدغي للعظم الوجني يوجد الثقب الوجني الصدغي الذي يمر عبره العصب الوجني الصدغي.

## صور إضافية

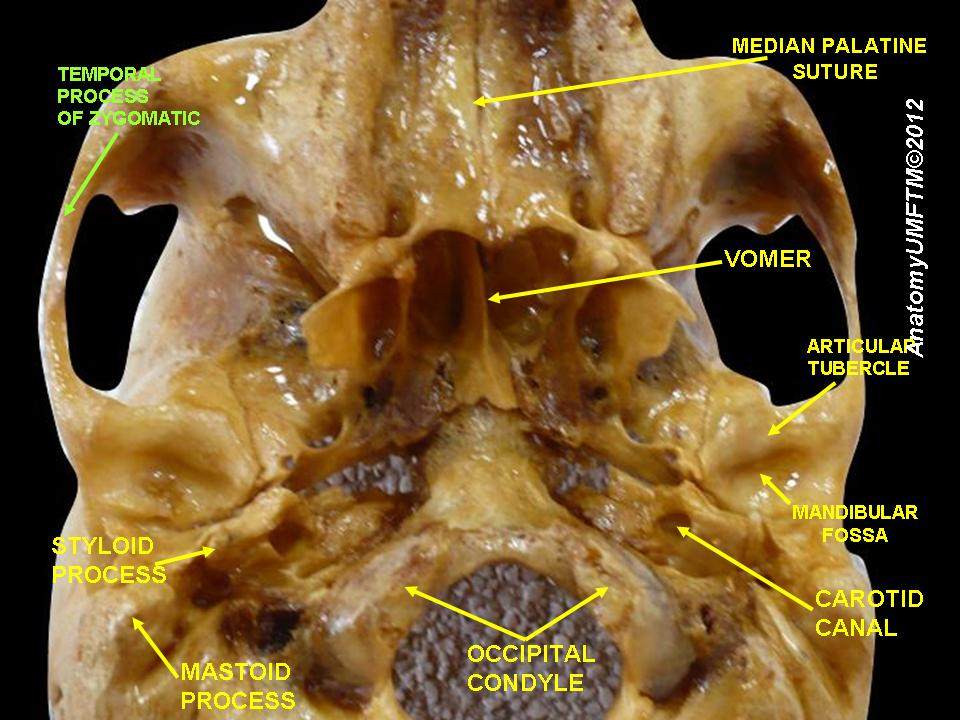
الزائدة الصدغية للعظم الوجني